# Carl Friedrich Reichardt
Carl Friedrich Reichardt, auch Karl Friedrich Reichardt oder Charles F. Reichardt, (* 27. Juni 1803 in Giebichenstein bei Halle (Saale); † 7. August 1871 in Hamburg) war ein deutscher Architekt und Autor.

## Leben
Sein Vater, der Komponist Johann Friedrich Reichardt war in zweiter Ehe verheiratet. Seine Geschwister waren Johanna (verheiratet mit dem Philosophen und Dichter Heinrich Steffens), Friederike (verheiratet mit Hofrath Karl von Raumer) und Sophie (verheiratet mit dem Superintendenten Ernst Wilhelm Jacob Radecke in Wernigerode). Sein Bruder Hermann verunglückte 1801 als Gymnasiast in Magdeburg beim Schlittschuhlaufen tödlich. Aus der ersten Ehe stammten seine Halbschwestern Louise Reichardt, Komponistin und Musikpädagogin in Hamburg, sowie Wilhelmine Juliane (verheiratet mit Oberlandesgerichtspräsident Christian Friedrich Bernhard von Steltzer in Halle).
Nach seinen Studien der Naturwissenschaften und Mathematik in Halle und Berlin wurde er an der Berliner Bauakademie zum Baumeister ausgebildet und führte anschließend bis 1832 Bauten für Karl Friedrich Schinkel aus. Nach seiner 1833 begonnenen Tätigkeit als Architekt in New York und Charleston lebte er seit 1840 in Hamburg und wurde nach dem Großen Brand 1842 Mitglied in der Technischen Kommission.
1846 wurde er Bürger der Stadt Hamburg, wohnte 1847 am Neuen Wall 39 in Hamburg und war danach in Nicaragua tätig. 1871 verstarb er in Hamburg.

## Werk

Charleston Hotel, ca. 1860/1865

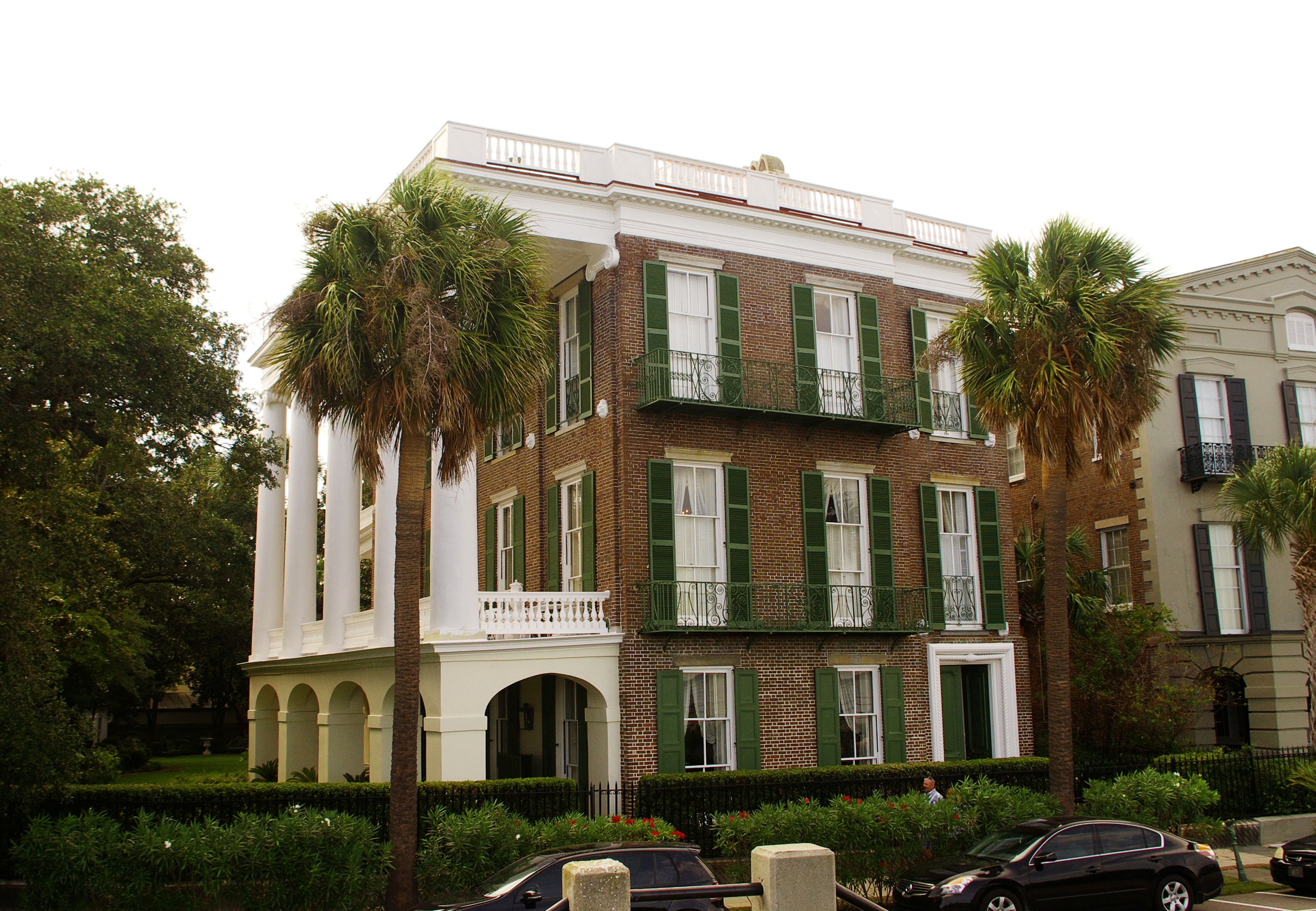
William Roper House

- 1834: Chisolm Alston House in Charleston[3]
- 1836: Entwurf der Tribüne im Hampton Park in Charleston[4]
- 1838: Roper House in Charleston (zugeschrieben)[5]
- 1839: Umbau der Stadthalle in Charleston[6]
- 1839: Entwurf für das Charleston Hotel an der Meeting Street in Charleston[7]
- 1843: Hotel Petersburg am Jungfernstieg / Alsterarkaden in Hamburg[8]
- 1847–1848: Sparkasse am Adolphsplatz 2 in Hamburg[9] (gemeinsam mit Hermann Peter Fersenfeldt)[10]

## Schriften
- Einige Worte über die Wahl des Plans zum Wiederaufbau Hamburgs. (Denkschrift, 24 Seiten)

„Sobald die Frage wegen Wiederaufbaues des abgebrannten Stadttheils zur Sprache kam, stellten sich als die Extreme der verschiedenen Ansichten über die Art und Weise, folgende beiden hervor: Entweder die ganze frühere Eintheilung der Bau-Plätze und Anlage der Straßen beizubehalten, wonach einem Jeden sein früherer Grundbesitz ungeschmälert verbliebe; oder den ganzen abgebrannten Theil als eine tabula rasa zu betrachten, und eine völlig neue Anlage der Straßen, Plätze, u.s.w. vorzunehmen, welches ohne allgemein durchgeführte Expropriation und Aufheben alles individuellen Grundbesitzes nicht ausführbar sei.“
- Centro-Amerika. Nach den gegenwärtigen Zuständen des Landes und Volkes, in Beziehung auf die Verbindung der beiden Oceane, und im Interesse der deutschen Auswanderung bearbeitet. Vieweg, Braunschweig 1851.
- Nicaragua nach eigenen Anschauung im Jahre 1852, und mit besonderer Beziehung auf die Auswanderung nach den heissen Zonen Amerika's beschrieben, etc. Braunschweig 1854.[11]
- Zur Begründung einer Allgemeinen Bauordnung in Sanitäts-, Sicherheits-, Verkehrs- und Aesthetischer Beziehung. Meißner, Hamburg 1863.[12]